# 8-я армия (Османская империя)
8-я армия (тур. 8. Ordu) — воинское формирование армии Османской империи.

## Формирование и боевой путь
Сформирована в сентябре 1917 года на основе части войск 4-й армии.
Армия воевала на Палестинском фронте, и постоянно таяла в боях. На 25 февраля 1918 года в неё входили:
- 22-й корпус (командир — Рифат-бей) в составе 19-й и 20-й пехотных дивизий
- 24-й корпус (командир — Ясин Хильми-паша) в составе 7-й и 16-й пехотных дивизий
- немецкий «Азиатский корпус» (командир — полковник фон Франкенберг-Прошлиц) в составе трёх батальонов и трёх артиллерийских батарей.

В сентябре 1918 года армия была полностью разгромлена в ходе сражения при Мегиддо и перестала существовать.